# Glitajny (Korsze)
Glitajny (deutsch Glittehnen) ist ein Dorf in Polen, Teil der Gmina Korsze (Stadt- und Landgemeinde Korschen) in der Woiwodschaft Ermland-Masuren.

## Geographische Lage

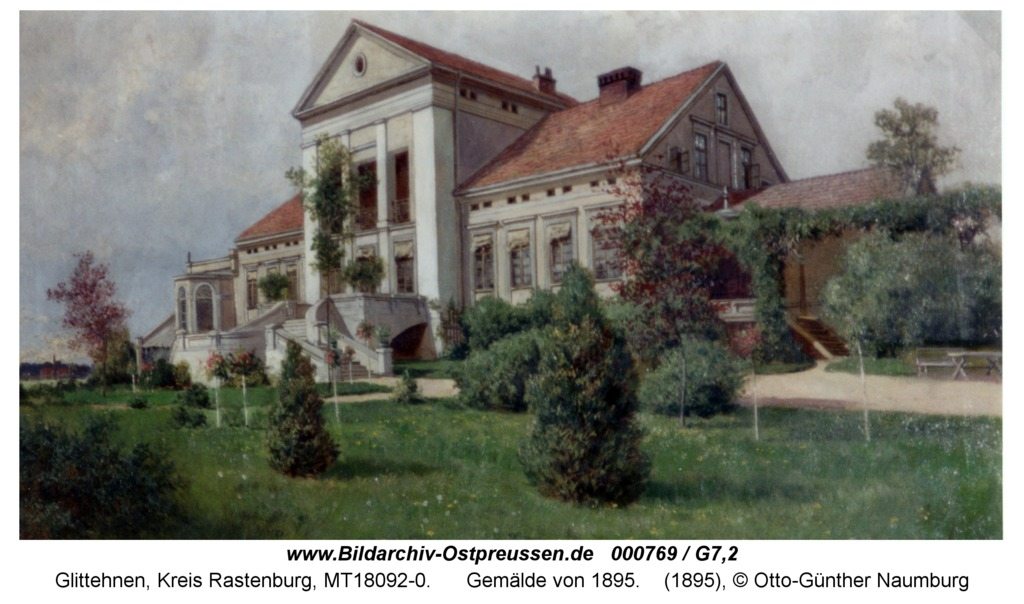
Ehemaliges Herrenhaus in Glittehnen

Das Dorf liegt etwa einen halben Kilometer nördlich von Korsze. Etwa 17 Kilometer nördlich von Glitajny verläuft die Grenze zur russischen Oblast Kaliningrad.

## Geschichte

### Ortsgeschichte
1359 lokalisierte Winrich von Kniprode das Dorf. Die Lokalisierung wurde 1409 erneuert und die Fläche mit 13 Hufe angegeben.
1834 erwarb ein Herr Göbel mehrere Ortschaften der Gegend, darunter auch Glitajny. Zuvor war der Ort Eigentum der Familie Knoblauch oder von Oelsens.
Einer Aufstellung zufolge gab es 1785 zehn Wohngebäude im Dorf, 1817 waren es 17 Gebäude mit 82 Einwohnern.
1853 oder 1883 ging das Gut durch Heirat in den Besitz der Familie von Skopnik über.
Der letzte Privateigentümer des Gutes war Maximilian von Skopnik. Nachdem der Ort Teil Polens wurde, wurde das Gutshaus als Lager für Getreide und Zuckerrüben genutzt, verfiel aber bis 1954, so dass heute davon nichts mehr zu sehen ist.
Ebenfalls nicht mehr zu sehen ist der kleine Friedhof der von Skopnik Mariens Ruh. Auf ihm waren Ernst Carl Ferdinand († 1873), Artur Carl Ferdinand († 26. Juli 1873), Maximilian Carl Ferdinand sen. († 17. Februar 1894) und Gertruda Charlotta Luisa Joanna († 17. Februar 1896) begraben. Um 1947 wurde der Friedhof zerstört.
Im Jahre 1874 wurde Glittehnen in den neu errichteten Amtsbezirk Korschen (polnisch Korsze) eingegliedert. Er bestand bis 1945 und gehörte zum Kreis Rastenburg im Regierungsbezirk Königsberg in der preußischen Provinz Ostpreußen. Am 30. September 1928 verlor der Gutsbezirk Glittehnen seine Eigenständigkeit, als er sich mit dem Nachbargutsbezirk Karschau (polnisch Karszewo) zur neuen Landgemeinde Karschau zusammenschloss.
In Kriegsfolge kam Glittehnen 1945 mit dem ganzen südlichen Ostpreußen zu Polen und erhielt die polnische Namensform „Glitajny“. Heute ist das Dorf eine Ortschaft im Verbund der Stadt- und Landgemeinde Korsze (Korschen) im Powiat Kętrzyński (Kreis Rastenburg), bis 1998 der Woiwodschaft Olsztyn, seither der Woiwodschaft Ermland-Masuren zugehörig.
1970 lebten in Glitajny 341 Menschen. Es gab einen Kindergarten, den 29 Kinder besuchten, und einen Bibliothekspunkt.
1973 wurde das Gut Teil des Schulzenamtes Wiklewo (Groß Winkeldorf) in der Gemeinde Korsze.
1983 war die Einwohnerzahl auf 58 gesunken. Die Erhebung vom 8. Oktober 2004 ergab 396 Einwohner.

### Ortsname
Ursprünglich wurde der Ort als Gliteinai bezeichnet.
Die Ortsbezeichnung stammt von dem pruzzischen Wort glitus, was glatt bedeutet.

## Kirche
Bis 1945 war Glittehnen in die evangelische Kirche Korschen in der Kirchenprovinz Ostpreußen der Kirche der Altpreußischen Union sowie in die katholische Kirche Sturmhübel (polnisch Grzęda) im damaligen Bistum Ermland eingepfarrt.
Heute gehört Glitajny evangelischerseits zur Pfarrei Kętrzyn (Rastenburg) in der Diözese Masuren der Evangelisch-Augsburgischen Kirche in Polen. Die katholischen Einwohner orientieren sich zur Pfarrei in Korsze im jetzigen Erzbistum Ermland in der polnischen katholischen Kirche.

## Verkehr

### Straßen

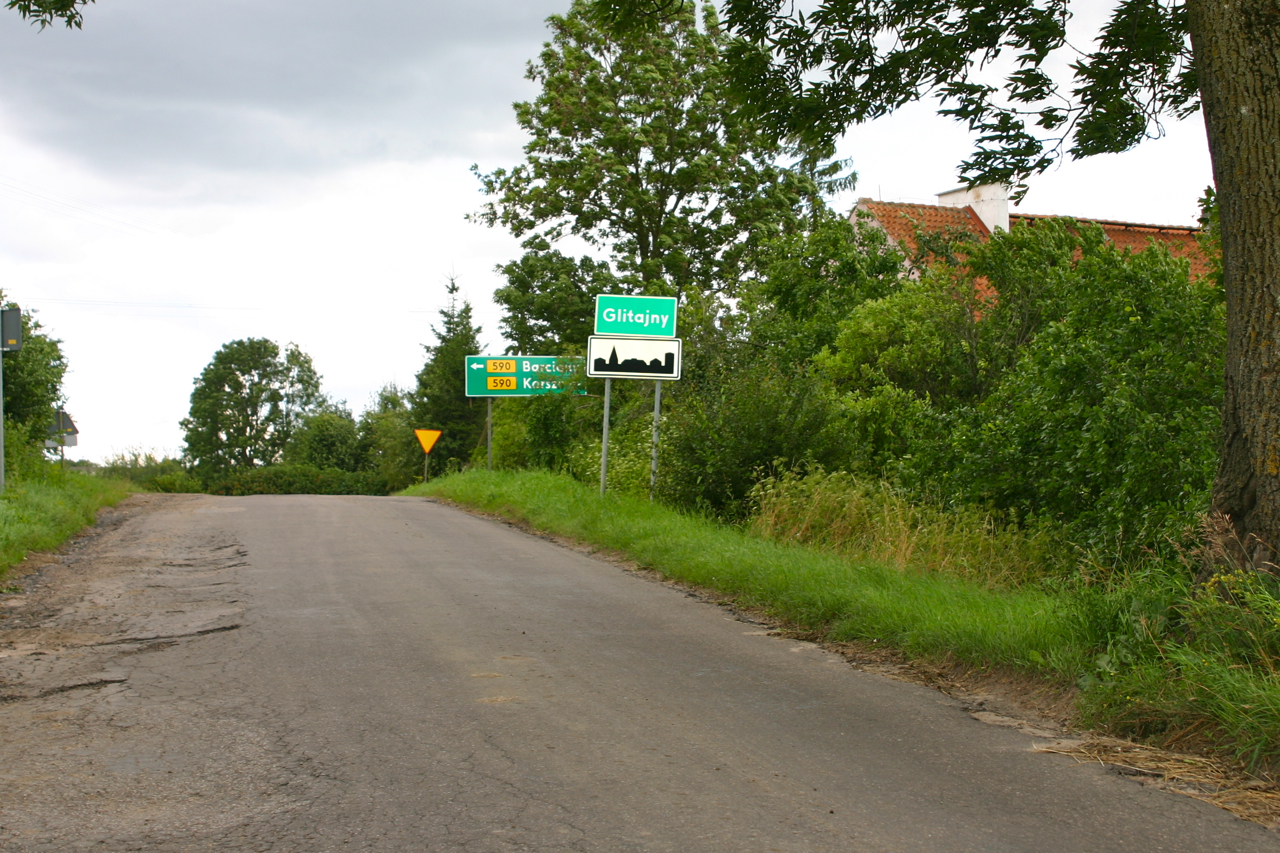
Ortseingang Glitajny

Das Dorf liegt an der Wojewodschaftsstraße 590, die von Barciany (Bartenstein) über Reszel (Rößel) nach Biskupiec (Bischofsburg) führt. Eine von Sępopol (Schippenbeil) herkommende Nebenstraße endet in Glitajny. 

### Schienen
Die nächste Bahnstation befindet sich in Korsze an der Bahnstrecke Białystok–Głomno, die in Korsze endet, und an der Bahnstrecke Toruń–Tschernjachowsk, für die ebenfalls in Korsze Endstation ist.

### Luft
Der nächste internationale Flughafen ist der Lech-Wałęsa-Flughafen Danzig in etwa 180 Kilometern Entfernung. Geographisch näher liegt der Flughafen Kaliningrad etwa 80 Kilometer nördlich. Dieser befindet sich aber in der russischen Oblast Kaliningrad und ist – da außerhalb der Europäischen Union gelegen – nur sehr eingeschränkt nutzbar.

## Persönlichkeiten
- Karl-Gottfried von Knoblauch (* 1667 in Glittehnen; † 1762), preußischer General